# Lorella Pescerelli
Lorella Pescerelli (Ferrara, 10 giugno 1960) è una cantante italiana.

## Biografia

Lorella Pescerelli, al centro, vincitrice di Centocittà 1978 insieme a Toni Malco (all'epoca Toni Pagano). A sinistra Ennio Melis, organizzatore del festival.

Dopo aver partecipato ad alcune selezioni di concorsi musicali a livello locale, vince nel 1978 il titolo di "Campionessa di Centocittà", iniziativa itinerante sponsorizzata dalla RCA e trasmessa da Tele Mondo, ed ha così l'opportunità di accedere al cast ufficiale del Festival di Sanremo 1979, dove presenta un brano scritto da Franco Migliacci e Flavio Paulin e con cui si piazza settima nella graduatoria finale.
Il brano New York venne recuperato da Patty Pravo. La sua versione venne pubblicata nel giugno di quell'anno nel Munich Album con "Autostop".
Negli anni '80 contribuisce e rifondare i Daniel Sentacruz Ensemble con Savino Grieco, ex-bassista del gruppo.

## Discografia
- 1979 New York/Dove sono io